# Pentaschistis aristifolia
Pentaschistis aristifolia är en gräsart som beskrevs av Herold Georg Wilhelm Johannes Schweickerdt. Pentaschistis aristifolia ingår i släktet Pentaschistis och familjen gräs. Inga underarter finns listade i Catalogue of Life.